# Síl nÁedo Sláine

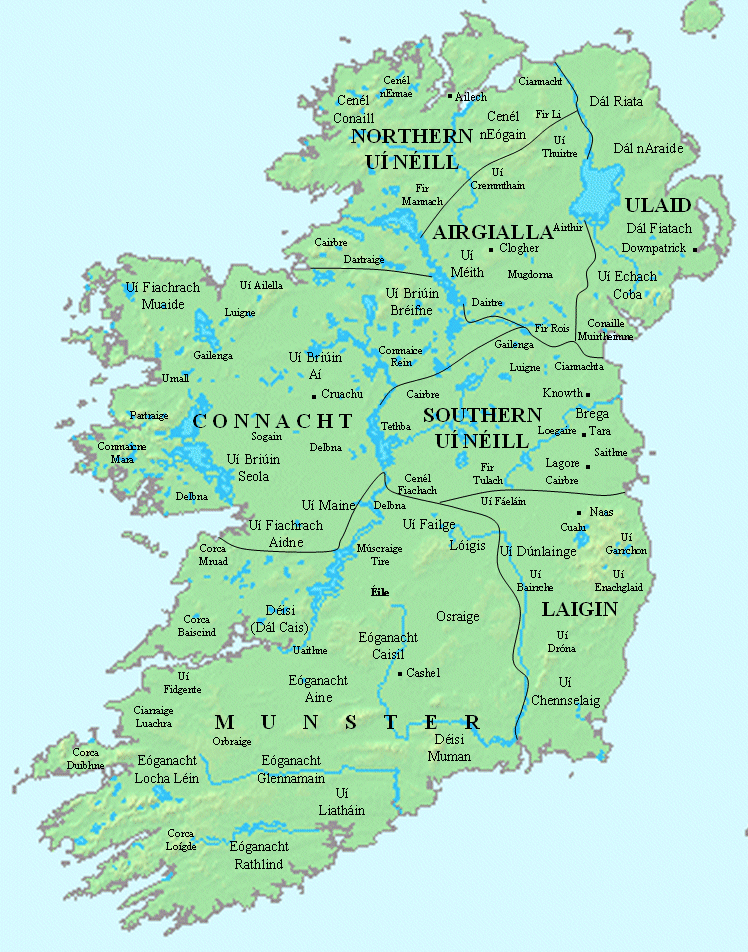
Peuples et royaumes de l'Irlande primitive.

Les Síl nÁedo Sláine est le nom des descendants d'Áed Sláine (Áed Sláine mac Diarmato), fils de Diarmait mac Cerbaill.

## Historique
Faisant partie des Ui Neill du sud —ils étaient les rois de Brega— ils prétendaient descendre de Niall Noigiallach et de son fils Conall Cremthainne. Les sites royaux occupés par le Síl nÁedo Sláine comprennent Oristown (Ráith Airthir) et Loch Gabhair (Lagore) et à partir du IXe siècle la forteresse colline de Knowth (Cnogba)
Avec l'exception possible de Óengus mac Colmáin, tous les rois O'Neill descendaient de Diarmait mac Cerbaill, et appartenaient aux Síl nÁedo Sláine jusqu'à la mort de Cinaed en 728. Par la suite, les Ui Neill du sud furent dominés par le clan Cholmáin, ou plus précisément par le clan Cholmáin Már, descendant de Colmán Már. Conghalach Cnogba fut le seul membre des Síl nÁedo Sláine à devenir haut-roi d'Irlande après 728, mais il était également le petit-fils et le neveu de rois du Clan Cholmáin.
Áed Sláine eut huit fils, et certains d'entre eux donnèrent naissance à une ou plusieurs branches de la dynastie: 
Les descendants de Congal mac Áedo Sláine étaient les Uí Chonaing, dénommés selon Conaing Cuirre (mort en 662), le fils de Congal. Cette branche gouverna Knowth, la partie nord de Brega. Parmi ses membres marquants, on peut citer Cinaed (haut-roi, mort en 728), Cináed mac Conaing (mort en 851) et Congalach Cnogba (haut-roi, mort en 956).
L'autre branche principale était celle de Diarmait Ruanaid, fils d'Áed Sláine, qui gouverna le sud de Brega depuis son siège de Loch Gabhair. Elle prit le nom de Uí Chernaig d'après Cernach Sotal, le fils de Diarmait. Ses principaux membres furent Fógartach (haut roi, mort en 724) et Conall mac Cernaig (mort en 718) 
Parmi les descendants de Dúnchad (mort en 658), seul son fils Fínnachta Fledach fut un personnage important et l'ancêtre du Clann Fínsnechtai.
Les Síl nDlúthaig doivent leur nom à Dlúthach, fils d'Ailill Cruitire, mais ils restèrent un groupe mineur.
Enfin les Uí Chinn Fháelad descendaient de Blathmac, dont les fils Sechnasach et Cenn Fáelad furent tous deux hauts-rois.

## Sources
- (en) Cet article est partiellement ou en totalité issu de l’article de Wikipédia en anglais intitulé « Síl nÁedo Sláine » (voir la liste des auteurs), édition du 1er septembre 2008
- (en) Francis John Byrne, Irish Kings and High-Kings, Batsford, Londres, 1973,  (ISBN 0-7134-5882-8)
- (en) T. M. Charles-Edwards, Early Christian Ireland, Cambridge University Press, Cambridge, 2000,  (ISBN 0-521-36395-0)
- (en) Immo Warntjes, « Regnal succession in early medieval Ireland », Journal of Medieval History (30),‎ 2004, p. 406.
- (en) Bart Jaski, Genealogical tables of medieval Irish royal dynasties, Dublin, Four Courts Press, 2013 (ISBN 9781846824265), p. 98 Tableau-19 Kings of Cnogba, Nort Brega
- (en) Bart Jaski, Genealogical tables of medieval Irish royal dynasties, Dublin, Four Courts Press, 2013 (ISBN 9781846824265), p. 99 Tableau-20 King of Loch Gabor, South Brega